# Притворяшка-вор
Притворяшка-вор (лат. Ptinus fur) — вид жесткокрылых насекомых семейства притворяшек.
Длина тела от 2 до 4,3 мм. Самец бурый, самка чёрная с овальными надкрыльями. Переднегрудь густо покрыта волосками, в то время как надкрылья покрыты белыми чешуйками.
Космополит и синантроп. Обитает повсюду в домах в пыли и различных мёртвых тканях животного происхождения. Активен ночью. Питается высохшими остатками растительного и животного происхождения. Относится к вредителям запасов - может селиться в муке, отрубях, зерне. Портит музейные коллекции насекомых и чучела птиц.  

### Описание
Длина тела сама достигает 4,3 мм.окраска однородная от темно-рыжего до бурого цвета.; тело удлиненное, усики достигают середины тела. Брюшко более цилиндрическое, чем у самки. Задние крылья развиты.У самок размер может доходить до 3,1 мм. краска тела до буро-черного цвета; форма тела более шаровидная, чем у самца, усики короче.